# 정대
정대(正大, 1224년 ~ 1232년 1월)는 금나라 애종(哀宗) 완안 수서(完顔 守緖)의 첫번째 연호이다. 8년 1개월 가량 사용하였다.

## 개원
- 원광(元光) 3년 1월 1일[1](1224년 1월 22일)에 연호를 정대(正大)로 개원함.[2][3][4]

- 정대(正大) 9년 1월 19일[5](1232년 2월 11일)에 연호를 개흥(開興)으로 개원함.[2][6][4]

## 연대 대조표
| 정대       | 원년            | 2년             | 3년        | 4년        | 5년             | 6년        | 7년        | 8년        | 9년        |
| 서기(西紀) | 1224년          | 1225년          | 1226년     | 1227년     | 1228년          | 1229년     | 1230년     | 1231년     | 1232년     |
| 간지(干支) | 갑신(甲申)      | 을유(乙酉)      | 병술(丙戌) | 정해(丁亥) | 무자(戊子)      | 기축(己丑) | 경인(庚寅) | 신묘(辛卯) | 임진(壬辰) |
| 남송(南宋) | 가정(嘉定) 17년 | 보경(寶慶) 원년 | 2년        | 3년        | 소정(紹定) 원년 | 2년        | 3년        | 4년        | 5년        |

## 동시대 연호

### 중국
송(宋)
- 가정(嘉定) (1208년 ~ 1224년)
- 보경(寶慶) (1225년 ~ 1227년)
- 소정(紹定) (1228년 ~ 1233년)

서하(西夏)
- 건정(乾定) (1223년 ~ 1226년)
- 보의(寶義) (1226년 ~ 1227년)

대리국(大理國)
- 천개(天開) (1205년 ~ 1225년)
- 천보(天輔) (1226년)
- 인수(仁壽) (1227년 ~ 1238년)

동진(東眞)
- 대동(大同) (1224년 ~ 1233년)

기타
- 유삼(廖森) 중덕(重德) (1229년)

### 베트남
리 왕조(李朝)
- 끼엔자(建嘉) (1211년 ~ 1224년)
- 티엔쯔엉흐우다오(天彰有道) (1224년 ~ 1225년)

쩐 왕조(陳朝)
- 끼엔쭝(建中) (1225년 ~ 1232년)

### 일본
- 조오(貞應) (1222년 ~ 1224년)
- 겐닌(元仁) (1224년 ~ 1225년)
- 가로쿠(嘉祿) (1225년 ~ 1227년)
- 안테이(安貞) (1227년 ~ 1229년)
- 간키(寬喜) (1229년 ~ 1232년)

## 같이 보기
- 중국의 연호 목록